# Hans Helmer
Hans Helmer (* 1901; † 1969 in Saarbrücken) war ein deutscher Sportfunktionär. Er war ab 1945 Präsident des 1. FC Saarbrücken und später auch Präsident des Landessportverbandes Saar. 

## Leben
Nach dem Zweiten Weltkrieg suchten die Mitglieder des FCS einen Präsidenten, der keine problematische NS-Vergangenheit hatte. Helmer erfüllte diese Voraussetzung, auch hatte er zwischen 1942/43 im Lager Neue Bremm an der Grenze zwischen Deutschland und Frankreich gesessen.
Obwohl er vom Fußball wenig verstand, übernahm er das Amt, um den Club wieder aufzubauen. Die Stärke des Unternehmers, der eine Vertriebsfirma besaß, war die Fähigkeit, Menschen zu führen. 1952 führte er den FCS bis ins Endspiel um die deutsche Meisterschaft. Das hat der Club seither nie wieder erreicht. 
Die Saar war seit 1945 wieder französisch, als der Fußballclub in der französischen 2. Division spielte und im ersten Jahr Meister dieser Division wurde. In einem Gespräch in Paris mit dem Präsidenten des Französischen Fußballs, Jacques Helminger, wurde als Hindernis ein Qualifikationsspiel angesetzt, bevor der FCS aufsteigen konnte. In Paris gewann die Mannschaft gegen Stade Français-Red Star 7:1. Darauf fiel die Entscheidung der FFF (Féderation Française de Football), die Saarbrücker nicht in die erste Division aufsteigen zu lassen, um „keine Halbdeutschen als französische Meister haben“. Nach langen Verhandlungen akzeptierte der Haut Commissaire Frankreichs, Gilbert Grandval, dann, die Mannschaft in Deutschland spielen zu lassen.